# Critérios de atendimento à crise
Os Critérios de Atendimento à Crise (CAC) são definidos como uma mudança substancial nas operações normais de assistência médica e o nível de atendimento que é possível oferecer, o que é necessário por um desastre generalizado (por exemplo, COVID 19 pandêmica) ou catastrófico (por exemplo, terremoto, furacão). A estrutura dos padrões de atendimento à crise exige priorizar a sobrevivência do grupo em detrimento da sobrevivência de cada paciente durante desastres, ou seja, o profissional de saúde procurará o melhor para o maior número de pacientes. O CAC é um componente crítico do planejamento de desastres e é necessário alocar equitativamente recursos escassos.

## História
Na primeira pandemia global de influenza em uma geração, o Institute of Medicine (IOM) convocou um comitê de especialistas. Durante a primeira fase, concluída em 2009, o comitê da OIM desenvolveu orientações que as autoridades de saúde poderiam usar para estabelecer e implementar padrões de atendimento durante desastres.  O comitê definiu “padrões de atendimento à crise” (CAC) como um estado de ser que indica uma mudança substancial nas operações de assistência à saúde e o nível de atendimento que pode ser prestado em uma emergência de saúde pública, justificada por circunstâncias específicas. Os cuidados médicos prestados durante os desastres vão além do foco nos indivíduos, promovendo a administração cuidadosa de recursos limitados, com o objetivo de resultar nos melhores resultados de saúde possíveis para a população como um todo.